# Área metropolitana de Málaga

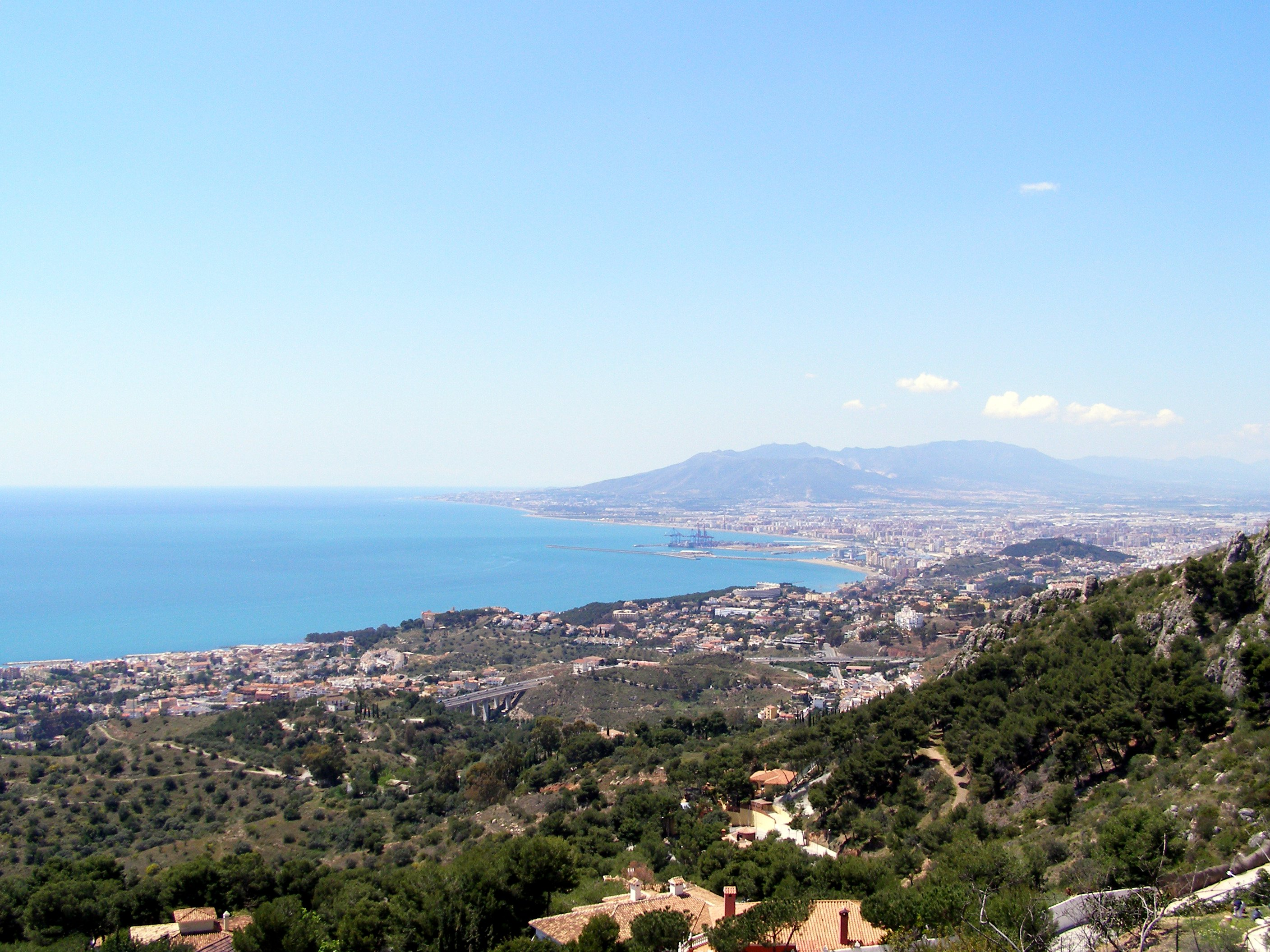
Vista de la bahía de Málaga desde el monte San Antón.

El área metropolitana de Málaga es la región urbana que engloba a la ciudad española que le da nombre y a una serie de poblaciones satélites que funcionan como ciudades dormitorio, industriales, comerciales y de servicios.
El espacio metropolitano de Málaga responde al modelo clásico de ciudad central dominante, que ha alcanzado un importante grado de complejidad y se encuentra en un ciclo de proceso metropolitano en el que la ciudad central empieza a perder peso poblacional y económico relativo a favor de los municipios de la corona metropolitana.
Existen divergencias entre las diferentes definiciones sobre los municipios que constituyen el área metropolitana de Málaga. 

El Ministerio de Fomento de España considera que el área metropolitana de Málaga está constituida por los municipios de Málaga, Mijas, Fuengirola, Torremolinos, Benalmádena, Rincón de la Victoria, Alhaurín de la Torre y Cártama, en los que habitan permanentemente 1.033.295 habitantes censados oficialmente (2023). 
Para la administración regional, queda definida jurídicamente mediante el Decreto 213/2006 de 5 de diciembre, publicado en Boletín Oficial de la Junta de Andalucía número 250 de 29 de diciembre de 2006, como ámbito para los planes subregionales de ordenación del territorio que llevan por nombre Aglomeración Urbana de Málaga y comprende los términos municipales de Alhaurín de la Torre, Alhaurín el Grande, Almogía, Álora, Benalmádena, Cártama, Casabermeja, Coín, Málaga, Pizarra, Rincón de la Victoria, Torremolinos y Totalán, en los que habitan permanentemente 926.590 (2022) habitantes censados oficialmente, aunque según un plan anterior de 1995 también incluiría a Marbella, Mijas, Fuengirola y Colmenar, sumando 1.236.170 (2021) habitantes.
Atendiendo a la concentración de población y actividad económica y a su dinámica urbana y funcional, el AMM, según la Junta de Andalucía,  está considerada junto con el área metropolitana de Sevilla, como un centro regional de primer nivel en el sistema de ciudades del modelo territorial de Andalucía establecido en el plan de ordenación del territorio de esta comunidad.

## Definiciones

### Área Urbana de Málaga. Ministerio de Fomento. Gobierno de España
El Área Urbana de Málaga definida por el estudio "Información estadísticas de las Grandes Áreas Urbanas españolas" del Ministerio de Fomento del estado, publicado en 2013, incluye al municipio de Málaga y un conjunto de municipios que limitan con la ciudad: Cártama, Mijas, Fuengirola, Torremolinos, Benalmádena, Rincón de la Victoria y Alhaurín de la Torre, sumando un total de ocho términos municipales.

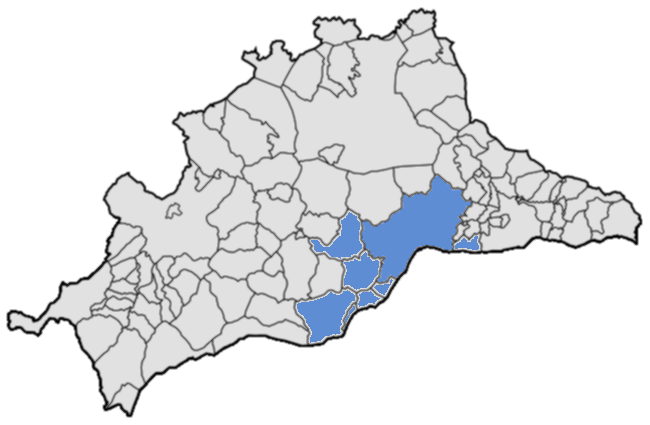
Área metropolitana de Málaga, Ministerio de Fomento, 2013.

| Ciudad                | Habitantes (2023) | Área en km² | Densidad |
| --------------------- | ----------------- | ----------- | -------- |
| Torremolinos          | 70.434            | 19,9        | 3.539,4  |
| Rincón de la Victoria | 51.300            | 28,46       | 1802,5   |
| Alhaurín de la Torre  | 43.674            | 82,67       | 528,3    |
| Fuengirola            | 85.598            | 10,36       | 8262,4   |
| Cártama               | 28.412            | 105,07      | 270,4    |
| Mijas                 | 91.691            | 148,77      | 616,3    |
| Benalmádena           | 75.801            | 26,87       | 2821     |
| Total corona          | 446.910           | 422,1       | 1058,8   |
| Málaga                | 586.384           | 394,98      | 1484,6   |
| TOTAL                 | 1.033.294         | 817,08      | 1264,6   |

### Aglomeración Urbana de Málaga. Junta de Andalucía
- Área urbana de Málaga. Junta de Andalucía

El área urbana de Málaga está definida en el Plan de Ordenación del Territorio de Andalucía de la administración autonómica e incluye al municipio de Málaga y su corona, es decir, el conjunto de municipios que limitan con la ciudad: Torremolinos, Alhaurín de la Torre, Cártama, Almogía, Casabermeja, Colmenar, Comares, El Borge, Totalán y Rincón de la Victoria.
| Ciudad                | Comarca                  | Población 2023 | Área en km² | Densidad | Distancia Málaga (centro) |
| --------------------- | ------------------------ | -------------- | ----------- | -------- | ------------------------- |
| Torremolinos          | Costa del Sol Occidental | 70 345         | 19,9        | 3.534,9  | 18 km - limítrofe         |
| Rincón de la Victoria | Axarquía - Costa del Sol | 51 315         | 28,46       | 1.803,1  | 12 - limítrofe            |
| Alhaurín de la Torre  | Valle del Guadalhorce    | 43 855         | 82,67       | 530,5    | 18 - limítrofe            |
| Alhaurín el Grande    | Valle del Guadalhorce    | 26 902         | 73,08       | 368,1    | 30                        |
| Cártama               | Valle del Guadalhorce    | 28 325         | 105,07      | 269,6    | 17 - limítrofe            |
| Almogía               | Valle del Guadalhorce    | 3 986          | 162,84      | 24,5     | 23 - limítrofe            |
| Casabermeja           | Comarca de Antequera     | 3 915          | 67,26       | 58,2     | 20 - limítrofe            |
| Totalán               | Axarquía - Costa del Sol | 767            | 9,2         | 83,4     | 22 - limítrofe            |
| Total corona          | —                        | 229 410        | 548,48      | 418,3    | —                         |
| Málaga                | Málaga - Costa del Sol   | 587 068        | 394,98      | 1486,3   | —                         |
| TOTAL                 | —                        | 816 478        | 943,46      | 865,4    | —                         |

Área urbana de Málaga respecto a la provincia homónima según el II Plan Estratégico de Málaga de la Fundación CIEDES, basado en el Modelo Territorial de Andalucía. En tono oscuro, el municipio de Málaga y en tono más claro, su corona.

- Aglomeración Urbana de Málaga según el Plan de 2006. Junta de Andalucía

El área metropolitana de Málaga abarca el área urbana y otros municipios de la Costa del Sol Occidental y el Valle del Guadalhorce. No obstante, la delimitación de 2006 difiere considerablemente de la delimitación de 1995.
En 1995, se definió el Plan de la Aglomeración Urbana de Málaga, donde se estimó que la zona se componía de catorce municipios: Alhaurín de la Torre, Alhaurín el Grande, Almogía, Benalmádena, Cártama, Casabermeja, Colmenar, Fuengirola, Málaga, Marbella, Mijas, Pizarra, Rincón de la Victoria, Torremolinos y Totalán.
El 5 de diciembre de 2006, se promulga el Decreto 213/2006 del Plan de Ordenación del Territorio de la Aglomeración Urbana de Málaga, publicado en el Boletín Oficial de la Junta de Andalucía número 250 de 29 de diciembre de 2006. Se define así oficialmente el área metropolitana de Málaga, comprendiendo los términos municipales completos del anterior plan excepto a Colmenar, Fuengirola, Marbella y Mijas.

Municipios del área metropolitana de Málaga según el POT de la Aglomeración Urbana de Málaga de 2006 y, en tono más claro, según el Plan de la Aglomeración Urbana de 1995.

| Ciudad                                                               | Comarca                  | Población 2023 | Área en km² | Densidad | Distancia Málaga (centro) |
| -------------------------------------------------------------------- | ------------------------ | -------------- | ----------- | -------- | ------------------------- |
| Área urbana                                                          | —                        | 816 478        | 943,46      | 865,4    | —                         |
| Álora                                                                | Valle del Guadalhorce    | 13 512         | 169,58      | 79,7     | 39 km                     |
| Benalmádena                                                          | Costa del Sol Occidental | 76 318         | 26,87       | 2.840,3  | 27                        |
| Coín                                                                 | Valle del Guadalhorce    | 25 010         | 127,34      | 196,4    | 33                        |
| Pizarra                                                              | Valle del Guadalhorce    | 9 923          | 63,6        | 156      | 30                        |
| TOTAL                                                                | —                        | 941 241        | 1.330,8     | 707,3    | —                         |
| Municipios integrados en el área metropolitana según el plan de 1995 |                          |                |             |          |                           |
| Colmenar                                                             | Axarquía - Costa del Sol | 3 498          | 65,92       | 53,1     | 29 - limítrofe            |
| Fuengirola                                                           | Costa del Sol Occidental | 85 136         | 10,36       | 8.217,8  | 27                        |
| Marbella                                                             | Costa del Sol Occidental | 156 153        | 117,12      | 1.333,3  | 58                        |
| Mijas                                                                | Costa del Sol Occidental | 90 763         | 148,77      | 610,1    | 30                        |
| TOTAL                                                                | —                        | 1 276 791      | 1.673,02    | 763,2    | —                         |

### Otras
Al margen de las definiciones oficiales de las administraciones públicas existen otros estudios sobre la realidad metropolitana de la provincia de Málaga.-
- Foro Metropolitano de Alcaldes

Área metropolitana de Málaga según el Foro Metropolitano de Alcaldes en 2006.

El Foro Metropolitano de Alcaldes es un consejo consultivo y de debate sobre acciones estratégicas de ámbito metropolitano. Está constituido por catorce términos municipales.
- Según el proyecto AUDES5

| Área de Marbella. Área de Fuengirola-Mijas. Área de Málaga. Área de Vélez-Málaga. |

Área metropolitana de la provincia de Málaga según el proyecto AUDES5:

El proyecto AUDES5 de la Universidad de Castilla-La Mancha distinguiría cuatro áreas metropolitanas diferentes pero contiguas e interrelacionadas, sitas a lo largo de la costa que serían, de oeste a este, las áreas de Marbella, Fuengirola-Mijas, Málaga y Vélez-Málaga. Según este mismo estudio, el área metropolitana de Fuengirola-Mijas puede ser considerado una sub-área del área de Málaga.
| Área metropolitana | Municipios                                                                                      | Población 2023 | Superficie en km² | Densidad |
| ------------------ | ----------------------------------------------------------------------------------------------- | -------------- | ----------------- | -------- |
| Málaga             | Málaga, Torremolinos, Benalmádena Rincón de la Victoria, Alhaurín de la Torre Almogía y Totalán | 832 361        | 748,92            | 1.111,4  |
| Fuengirola-Mijas   | Mijas, Fuengirola y Alhaurín el Grande                                                          | 204 168        | 232,21            | 879,2    |
| Total              | —                                                                                               | 1 036 529      | 981,13            | 1.056,5  |
| Marbella           | Marbella, Istán, Ojén y Benahavís                                                               | 171 640        | 489,87            | 350,4    |
| Vélez-Málaga       | Vélez-Málaga, Algarrobo, Benamocarra La Viñuela, Benamargosa, Arenas e Iznate                   | 101 024        | 246,32            | 410,1    |
| TOTAL              | —                                                                                               | 1 309 193      | 1.717,32          | 762,3    |

## Economía
La actividad económica de los municipios que conforman el área metropolitana de Málaga es la segunda entre las conurbaciones de la comunidad autónoma de Andalucía, con una dinámica de crecimiento que se ve reflejada en el intenso alza demográfico durante la década 2001-2011 (+25,02%). La distribución sectorial del empleo, que ha experimentado un incremento del 15,5% en la última década, es de 86,55% en el sector terciario, 11,72% en el sector secundario y 1,73% en el sector primario.
El núcleo económico principal del área es Málaga, aunque buena parte de las actividades terciarias derivadas del sector turístico se concentran las localidades de la costa como Fuengirola, Mijas, Benalmádena o Torremolinos. Municipios como Alhaurín de la Torre, Rincón de la Victoria o Cártama han actuado tradicionalmente como ciudades dormitorio, aunque paulatinamente aumenta el número de habitantes que fijan su residencia en otros núcleos de población teniendo su lugar de trabajo en la ciudad de Málaga.

## Comunicaciones y transporte público

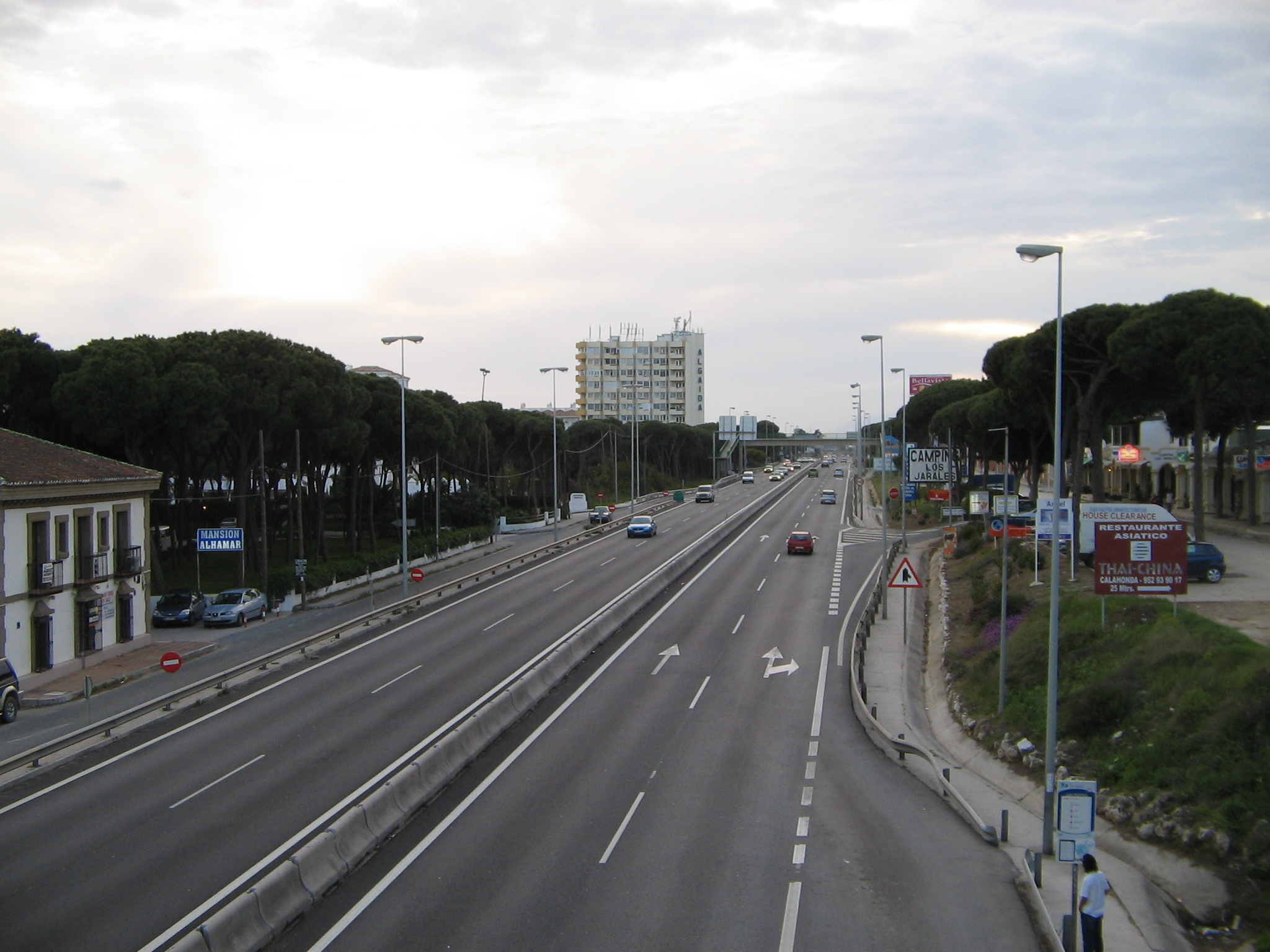
Tramo de la A-7 en Mijas.

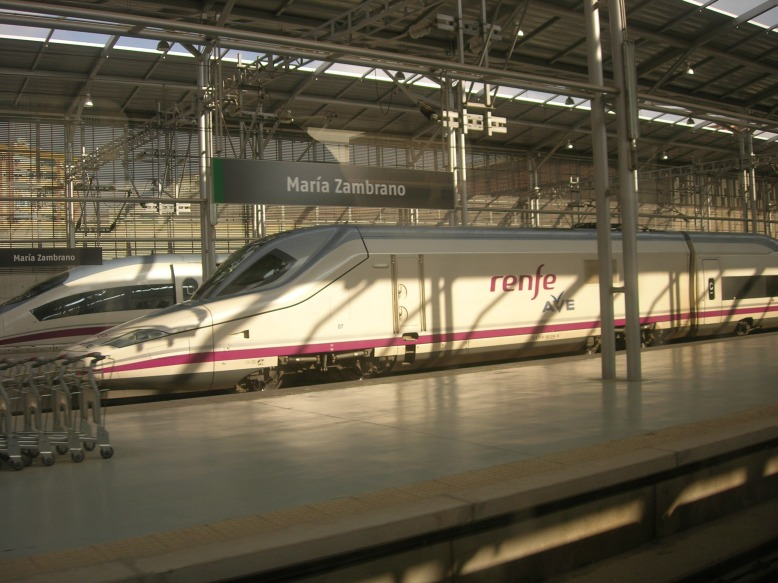
Trenes de alta velocidad AVE en la estación de Málaga-María Zambrano.

Red de Cercanías.

Se han llevado numerosas actuaciones en el área metropolitana de Málaga con el objetivo de mejorar las comunicaciones en el principal centro de actividad económica del Sur de España. De este modo, tras la ampliación de autovías y construcción de la autopista de peaje Málaga-Guadiaro (AP-7), que complementa a la Autovía del Mediterráneo (o A-7), se consigue la unión Córdoba-Málaga (A-45) mediante un nuevo tramo de autovía. Otras dos infraestructuras claves son la autopista de peaje Alto de las Pedrizas - Málaga (AP-46), que descongestiona la A-45, y la Hiperronda.
El aeropuerto de Málaga-Costa del Sol (AGP) es el principal aeropuerto del Sur peninsular y la línea ferroviaria de alta velocidad Madrid-Málaga conecta ambas capitales desde 2007. Se están ejecutando las obras del Eje Ferroviario Transversal, construido por la Junta de Andalucía, que unirá Málaga con Sevilla y con Granada por Alta Velocidad. 
En el transporte ferroviario de cercanías existe la línea C-1 que conecta el litoral desde Fuengirola hasta Málaga, siendo una de las más rentables y más utilizadas de España. También está la línea C-2 desde Málaga hasta Álora, en la comarca del Guadalhorce. 
| Líneas de tren de cercanías | Líneas de tren de cercanías      | Líneas de tren de cercanías | Líneas de tren de cercanías |
| Línea                       | Trayecto                         | Recorrido                   | Operadora                   |
| --------------------------- | -------------------------------- | --------------------------- | --------------------------- |
|                             | Málaga - Aeropuerto - Fuengirola | 31 km                       | Renfe                       |
|                             | Málaga - Álora                   | 38 km                       | Renfe                       |

Se ha fomentado el transporte público con bastante éxito en algunos municipios, entre ellos Torremolinos, Rincón de la Victoria y Benalmádena con numerosas combinaciones, aunque, especialmente en los grandes municipios del interior, como Cártama, Alhaurín de la Torre y Alhaurín el Grande, sigue habiendo carencias. Otro de los problemas es la centralización del transporte público metropolitano que obliga en la mayoría de las ocasiones a pasar por Málaga para viajar a municipios vecinos.
Cabe destacar el Consorcio de Transporte Metropolitano del Área de Málaga, que fue constituido en mayo de 2003 y cuyo marco tarifario entró en funcionamiento en febrero de 2005. En la actualidad se encuentran integrados en la Tarjeta de Transporte los autobuses interurbanos, los autobuses urbanos de Málaga capital (EMT), Alhaurín de la Torre y Benalmádena y el Metro de Málaga; asimismo, puede emplearse como medio de pago para adquirir los billetes de las dos líneas de Cercanías (C-1 y C-2). También puede usarse en el sistema de alquiler de bicicletas públicas del Ayuntamiento de Málaga y en el resto de transportes adscritos en todos los Consorcios de Transporte Metropolitanos de Andalucía.
Pueden consultarse todas estas rutas en el siguiente enlace